# SoulCalibur III
 (avril 2020).
Si vous disposez d'ouvrages ou d'articles de référence ou si vous connaissez des sites web de qualité traitant du thème abordé ici, merci de compléter l'article en donnant les références utiles à sa vérifiabilité et en les liant à la section « Notes et références ».
SoulCalibur III est un jeu vidéo de combat développé par Namco sorti sur PlayStation 2 en Europe en 2005 et sur arcade au Japon et aux États-Unis en 2006. Il fait partie de la série des jeux Soul Calibur. Par rapport à son prédécesseur Soul Calibur II, il propose 3 nouveaux personnages : Zasalamel, Tira et Setsuka.

## Histoire
Après des années de massacres et de tourments, Siegfried parvient finalement à se défaire de l'influence de Soul Edge, l'épée maudite, et à la détruire avec l'aide de SoulCalibur, l'épée des esprits.
Le monde, enfin débarrassé de la guerre entre les deux épées, peut finalement espérer une ère de paix. Siegfried, ayant détruit son propre royaume sous l'influence de Soul Edge, ne peut plus revenir chez lui et erre désormais à travers les forêts d'Europe de l'Ouest, le cœur empli de culpabilité à cause de toute la souffrance qu'il a commise malgré lui en tant que Nightmare.
Des années passent.
Alors que le monde revenait à un semblant de paix, une organisation religieuse secrète parvient à ramener Soul Edge et SoulCalibur à la vie, afin de se servir de leur puissances respectives.
Siegfried, ressentant la puissance maléfique de Soul Edge, se met alors en route pour la détruire. Cependant, ce n'est pas à une simple épée qu'il aura affaire. Ayant absorbé bon nombre d'âmes et récupéré certains de ses fragments, l'épée maudite est parvenue à se créer un hôte, qu'elle nomme Nightmare, n'étant ni plus ni moins qu'une armure vide, traversée par l'énergie de Soul Edge et se servant des techniques de combat qu'elle utilisait alors qu'elle possédait Siegfried.
L'objectif de Nightmare est de rassembler les fragments qu'il lui reste pour recouvrer sa pleine puissance et asservir le monde. Siegfried se lance alors à la poursuite de Nightmare, bien décidé à arrêter ce monstre surgi du passé, espérant à la fois sauver le monde d'une nouvelle ère de chaos et également réparer les atrocités qu'il a commises sous l'influence de Soul Edge.

## Personnages
Personnages de départ
- Astaroth
- Cassandra Alexandra
- Isabella Ivy Valentine
- Kilik
- Maxi
- Heishiro Mitsurugi
- Nightmare
- Raphael Sorel
- Seong Mi-Na
- Setsuka  (nouvelle dans la série)
- Siegfried Schtauffen
- Taki
- Talim
- Tira  (nouvelle dans la série)
- Voldo
- Chai Xianghua
- Yun seong
- Zasalamel  (nouveau dans la série)

Personnages secrets
- Cervantes de Leon
- Lizardman
- Rock
- Sophitia Alexandra
- Yoshimitsu
- Olcadan  (nouveau dans la série)
- Abyss  (seconde forme de Zasalamel)

Personnages Bonus  (À l'exception de Revenant et de Amy Sorel, tous sont faisables dans le mode de création de personnages)
- Abelia
- Amy Sorel
- Arthur
- Aurelia
- Chester
- Demuth
- Girardot
- Greed
- Hualin
- Hwang
- Li Long
- Luna
- Lynette
- Miser
- Revenant
- Strife
- Valeria

## Terrains de combat
| Terrain                         | Personnage          | Localisation                          | Musique                | Description |
| ------------------------------- | ------------------- | ------------------------------------- | ---------------------- | --- |
| Clock Tower                     | Zasalamel           | SERG?                                 | Time Marches On        | Tour d'une horloge où le combat se déroule au milieu des engrenages                                                |
| Old Toledo-Buring Gallery       | Cassandra           | Tolède, Espagne                       | Courage Ablaze         | Manoir d'un riche marchand incendié de manière suspecte                                                            |
| Underground Buddhist Sanctum    | Taki                | Japon                                 | The Cursed Image       | Temple bouddhiste souterrain où Taki a combattu son maître Toki                                                    |
| Battle in the Strait            | Mitsurugi           | Océan Pacifique, à proximité du Japon | The Blade Seeker       | Bataille navale |
| Lost Cathedral                  | Siegfried/Nightmare | Inconnue                              | Forsaken Sanctuary     | Cathédrale située dans un endroit secret où reposent les deux épées                                                |
| Valentine Mansion               | Ivy                 | Londres, Angleterre                   | Face Your Fate         | Manoir d'Ivy qu'elle utilise pour ses expériences magiques, contient beaucoup d'informations sur Soul Edge         |
| Kunpaetku Shrine Ruin           | Astaroth            | Perse?                                | Bred from the Gap      | Temple maléfique                                                                                                   |
| Secret Money Pit                | Voldo               | Italie                                | Blind Loyalty          | Endroit où est gardé par Voldo l'immense trésor de feu le marchand Vercci                                          |
| Ostrheinsburg Castle-Battlement | Tira                | Rhin, SERG                            | Wings of Despair       | Ancien repaire de Nightmare, ce lieu garde une empreinte maléfique forte. Le terrain de combat flotte sur le Rhin. |
| Proving Grounds                 | Kilik               | Himalaya                              | The New Legend         | Lieu d'entraînement de Kilik et son maître Edgemaster                                                              |
| Lotus Garden                    | Xianghua            | Chine, Empire Ming                    | Water Dance            | Jardin impérial Ming où Xianghua est gardienne                                                                     |
| Indian Port                     | Maxi                | Inde                                  | Sail Over the Storm    | Port indien |
| Ling-Sheng-Su Temple Ruin       | Seong Mi-Na         | Chine, Empire Ming                    | The Evil Moon          | Ruines d'un ancien temple d'arts martiaux où Kilik a appris des techniques de combat                               |
| Egyptian Temple                 | Yun-Seong           | Égypte                                | Call of the Ancients   | Temple égyptien en reconstruction, ruiné par Nightmare                                                             |
| Water Mill Valley               | Talim               | Asie Mineure                          | Pure Breeze            | Village peuplé d'enfants où Talim a soigné un garçon infecté par le mal                                            |
| Romanian Valley-Castle Siege    | Raphael             | Roumanie                              | Endless Warfare        | Vallée en proie à la guerre                                                                                        |
| Jyurakudai Villa                | Setsuka             | Japon                                 | Ephemeral Dream        | Villa de Setsuka, entourée de cerisiers en fleurs                                                                  |
| Sacred Mont Fuji-Lava Bed       | Yoshimitsu          | Japon                                 | Through Molten Caves   | Le terrain est un radeau à la dérive dans une grotte de lave                                                       |
| Lakeside Colosseum              | Rock                | Europe de l'Est                       | Confrontation          | Arène secrète où les spectateurs revivent l'excitation des combats de gladiateurs                                  |
| Eurydice Shrine                 | Sophitia            | Grèce                                 | Fearless Eyes          | Temple où Sophitia prie les dieux grecs                                                                            |
| Grand Labyrinth                 | Olcadan             | Côtes de la Mer Noire                 | Labyrinth of Moonlight | Labyrinthe caché où Olcadan a été enfermé par des dieux anciens                                                    |
| Pirate Raid                     | Cervantes           | Océan Atlantique, au large du Maroc   | No Regrets             | Bateau du pirate Cervantes                                                                                         |
| Silk Road Ruin                  | Lizardman           | Route de la Soie                      | Beyond the Horizon     | Ruines situées sur la Route de la Soie                                                                             |
| Lost Cathedral Ruin             | Abyss               | Inconnue                              | Catastrophe            | La Cathédrale Perdue en partie détruite par le déchaînement de pouvoir lors de la naissance d'Abyss                |
| Chaos-Spiritual Realm           | Night Terror        | Inconnue                              | World Distorsion       | Ce terrain se situe à l'intérieur de Soul Edge                                                                     |

## Système de jeu
À l'instar des épisodes précédents, Soul Calibur III est un jeu de combat en 3D à l'arme blanche. Le jeu est simple d'accès et le mécanisme de base est assez intuitif. Un bouton déclenche une attaque verticale, un autre une attaque horizontale, un troisième un coup de pied, et enfin le quatrième permet de se protéger. Le joueur peut aussi faire des pas de côté. Comme pour le jeu pierre-feuille-ciseaux, chaque type de coup est peut-être fort ou faible contre un autre. Ainsi, un pas de côté est efficace pour éviter une attaque verticale, mais est inutile contre une attaque horizontale.
En plus de ces manœuvres simples, des mécanismes plus complexes tels que le Guard Impact permettent aux joueurs d'apprendre de nouvelles techniques au fil du temps.

## Les principaux modes de jeu

### Légendes des âmes
Légendes des âmes est le mode de jeu de Soul Calibur III, qui se rapproche le plus du mode Arcade classique. Cependant, à la différence de la plupart des jeux de combat, chaque personnage possède un scénario assez élaboré. Le joueur doit faire à plusieurs reprises des choix qui influent directement sur le déroulement de l'histoire. De plus, ce mode est ponctué de nombreuses cinématiques interactives.

### Chroniques de l'Épée
Chroniques de l'Épée, permet de créer, puis d'incarner un soldat. On le déplace sur une carte comme dans un jeu de stratégie dans le but de détruire les ennemis, qui peuvent se trouver sur la carte ou dans des tours. À la fin de chaque combat, les personnages du joueur gagnent de l'expérience et parfois des objets.
La création de personnages est très complète : entre le choix de sexe, d'apparence, de tenue et surtout de style de combat, des milliers de combinaisons sont possibles.

### Les modes VS
Dans Soul Calibur III, il y a possibilité de jouer à deux. Il existe trois types de combats versus à 2 joueurs :
- Combat Vs standard : Mode combat normal sans pouvoirs spéciaux pour les armes.
- Combat Vs avancé : Mode de combat particulier ou vous pouvez créer et faire un tournoi ou bien participer à la ligue.
- Combat Vs spécial : Mode de combat avec pouvoirs spéciaux pour les armes.

### Autres modes
- Infos sur les personnages : Vous pouvez consulter toutes les informations sur les personnages (leurs familles, leurs âges, taille, poids...)
- Affichage évènements : Permet de voir les cinématiques que vous avez débloquées avec un certain personnage. Vous êtes obligés de jouer avec tous les joueurs pour que vous puissiez visionner les cinématiques avec n'importe lequel d'entre eux et aussi voir leurs vidéos de fins et les vidéos personnelles.